# جنا جیمسون
جینا جیمسون (به انگلیسی: Jenna Jameson)، نام یکی از مشهورترین هنرپیشگان سابق فیلم‌های پورن آمریکایی است که دارای شهرتی جهانی می‌باشد به طوری که برخی وی را معروفترین هنرپیشه فیلم‌های پورنوگرافی در تاریخ جهان معرفی کرده‌اند. جینا جیمسون در اوج دوران پورن خود تا حدودی به شهرت «ستارگان سینمای هالیوود» رسیده بود.

## زندگی
جینا در لاس وگاس، نوادا متولد شد. در ۱۸ سالگی به مدرسه باله رفت. اما در واقع این رقص استریپ تیز بود که او را به سمت سوپر استار شدن سوق داد. او فعالیت خود را به عنوان یک مدل برهنه ادامه داد تا این که در بیستمین سال تولد خود عکسهای او بر روی بسیاری از مجلات معروف مخصوص آقایان از جمله مجلات پنت هاوس، هاستلر، های سوسایتی و چری ظاهر شد. با ملاقات یک گروه تولید فیلم‌های پورنوگرافی بود که او به این حرفه علاقه‌مند شد و بعد از موافقت مالی قراردادی اختصاصی را با شرکت ویکد پیکچرز به امضا رساند. پس از مدتی طولی نکشید که جینا به مشهورترین ستاره جوان این حرفه تبدیل شد. جینا بعد از آن حضوری چشم‌گیر و معتبر در این حرفه داشت که شامل حضور او در فیلمی از هوارد استرن چهره شاخص صنعت پورنو بود. امروز او به عنوان یکی از مشهورترین افراد صنعت پورنوگرافی شناخته می‌شود. جینا جیمسون تاکنون بیش از ۲۰ جایزه مهم صنعت پورن را ازآن خود کرده است. در سال ۲۰۰۴، کتاب خود را با عنوان «یک داستان اخطار آمیز :چگونه همانند یک پورن استار عشقبازی کنید» منتشر کرد. در سال ۲۰۰۸ هم کتابی دیگر با عنوان «داستان‌های جینا:به رنگ آبی» را منتشر نمود.

## زندگی شخصی
پدرش لری ماسولی یک افسر پلیس بازنشسته و مادرش جویت بروک یک شوگرل بود که هر دو در لاس وگاس کار می‌کردند. مادرش در سال ۱۹۷۶ در هنگامی که جینا دو ساله بود به علت بیماری سرطان از دنیا رفت.
در زمان تأهل جینا اسم همسرش را بر روی انگشت انگشتر دست راست خود تتو کرده بود.
از سوی مجله پنت هاس در ژانویه ۲۰۰۴ به عنوان سوگلی ماه انتخاب شد، همچنین از سوی همین مجله به عنوان سوگلی سال ۲۰۰۴ برگزیده شد.
اصلیت نژادی او ایتالیایی است.
به انتخاب مجله معروف FHM (مجله مخصوص آقایان) از میان یکصد زن جذاب سال ۲۰۰۵ نفر بیست و چهارم شد. به انتخاب همین مجله در سال ۲۰۰۶ نفر سی و سوم شد.
در ماه آوریل ۲۰۰۹ از معشوق خود تیتو اورتیز که از قهرمانان ورزش رزمی یواف‌سی است صاحب دو پسر دوقلو به نامهای جسی جیمسون و جورنی جت شد و در حالیکه در سال ۲۰۱۰ در انتظار به دنیا آمدن سه فرزند سه قلو بود به دلیل حاملگی خارج از رحم آنها را از دست داد.
او در مبارزات درون‌حزبی نامزدهای حزب دموکرات ایالات متحده آمریکا برای احراز نامزدی در انتخابات ریاست‌جمهوری ۲۰۰۸ آمریکا از هیلاری کلینتون حمایت کرده بود.
صاحب یک بار در محدوده شهر فونیکس (سال ۲۰۰۴)
در سال ۲۰۱۵ جیمسون اعلام کرد که در حال گرویدن به دین یهودیت است و می‌خواهد با نامزد اسرائیلی خود لیور بیتون ازدواج کند.

## جوایز
در سال ۱۹۹۶ در یک موفقیت بی‌سابقه برنده سه جایزه معتبر گردید که عبارت بودند از:
- جایزه بهترین ستاره جدید در مراسم XRCO Award
- جایزه اول مراسم FOXE Video Vixen
- جایزه بهترین ستاره جدید جشنواره AVN (معتبرترین جایزه صنعت پورنوگرافی که آن را اسکار فیلم‌های پورنو می‌دانند)